# الاتحاد السعودي للملاكمة
الاتحاد السعودي للملاكمة، هو الجهة الراعية لرياضة الملاكمة في المملكة العربية السعودية، يرأسه عبدالله بن احمد الحربي، وتشرف عليه وزارة الرياضة، تأسس في عام 1980، يهدف الاتحاد إلى تشجيع رياضة الملاكمة في السعودية، لذا في عام 2017 افتتح التسجيل للراغبين في مزاولة الرياضة من خلال تدريبات يومية في مركز التدريب بالصالة الرياضية في ملعب الأمير فيصل بن فهد في بالرياض.